# Fort de Baimaguan
Le fort de Baimaguan (白马关) est situé dans la ville de Fanzipai, au nord de Pékin, près de la Grande Muraille. Il a été construit durant le règne de l'empereur Yongle (1402-1424) de la dynastie Ming.
Le fort comprend 500 tours de garde et d'observation, et forme avec le fort de Qiangzilu et celui de Gubeikou, des défenses additionnelles au Nord de la Chine.
Seules des ruines du fort subsistent aujourd'hui.